# مصطفى مراد
مصطفى مراد هو شاعر وناشط فلسطيني من مواليد الناصرة / فلسطين في 1 / 4 / 1958 توفي بتاريخ 2013-07-03.
تلقى دراسته الابتدائية والثانوية في يافة الناصرة والناصرة، وتخرج من جامعة تل ابيب عام 1984 في موضوعي الادب العربي والتاريخ.
نشط في فترة دراسته الجامعية في المجال السياسي والثقافي، وشارك بندوات عديدة، ونشر إنتاجه في العديد من الصحف الفلسطينية مثل: الفجر، الشعب، البيادر، الكاتب، الشراع، الاتحاد، الجديد، الهدف، الميثاق، وصحيفة منظمة التحرير الفلسطينية «فلسطين الثورة» وغيرها.
حصل عام 1979 على الجائزة الثانية لمهرجان الاقصى الادبي، الذي نظمته كلية الدعوة واصول الدين (جامعة القدس حاليا)، وصدر عن المهرجان كتاب يحمل اسم قصيدته المشاركة فيه «ترانيم حزينة عن مدينة الحزن والصلاة والصيام».
ترك الدراسة الجامعية لشهادة الماجستير وانخرط في العمل السياسي والصحفي، فعمل محررا ادبيا وسكرتيرا للتحرير في صحيفة «الصنارة» الصادرة في الناصرة لمدة 3 سنوات في الاعوام 1986 ـ 1989.
تولى رئاسة تحرير صحيفة «الوطن» التي كانت تصدر عن «الحركة التقدمية»، وهي أهم روافد الحركة الفلسطينية في الأرض المحتلة عام 1948 (فلسطين الداخل).
وفي هذه الفترة انخرط في الحركة التقدمية وانتخب عضوا في لجنتها المركزية ولجنة الدستور المركزية، وكان مرشح الرئاسة لمجلس يافة الناصرة المحلي، وسكرتير فرع يافة الناصرة.
ترك الحركة بعد خلافات شديدة وعاد للصحافة، ثم انخرط في الحزب الديمقراطي العربي وعمل نائبا لرئيس التحرير في صحيفته «الديار»، ولكنه ترك الحزب بعد اقل من عام، لخلافات اعتبرها مبدئية.
شارك في عام 1990 في محاولة تأسيس «رابطة الصحفيين الفلسطينيين» بالتعاون مع مندوبين من الصحف الأخرى (الصنارة، الاتحاد، كل العرب، صوت الحق والحرية، الاسوار، المواكب وغيرها)، ولكن هذه الرابطة لم تخرج للنور.
اصدر عام 1992 مجلة «الطلائع» وهي مجلة سياسية وثقافية شهرية، شن فيها عدة حملات صحفية لقيت اصداءً واسعة، معتبرا ان ما يفعله هو الصحافة الحقيقية التي يجب أن تكشف كل شيء للقارئ. ولكن المجلة توقفت عن الصدور بعد نحو عام.
وفي عام 1993 أسس مكتب «منشورات الطلائع»، الذي صدر عنه كتب عديدة لكتاب فلسطينيين منهم: د. تيسير الناشف رئيس قسم الترجمة العربية في الأمم المتحدة، عبد الرحيم عراقي ـ رئيس جمعية انصار السجين، حنا أبو حنا ـ رئيس نقابة الادباء الفلسطينيين، عبد العزيز أبو اصبع ـ رئيس حركة النهضة. وصدر عن هذه المنشورات 51 كتابا.
بادر عام 1999 إلى تنظيم ندوة ثقافية شهرية تعقد في الناصرة تحت اسم «منتدى الطلائع الثقافي». وانضم إلى هذا المنتدى 68 كاتبا وشاعرا فلسطينيا. وقد نظم هذا المنتدى أكثر من خمسين ندوة ادبية، كان اغلبها في مدينة الناصرة، وجرى استضافة المنتدى ومجموعة من اعضائه في عدد كبير من المواقع: جامعة بئر السبع، جامعة حيفا، بيت الكاتب في دالية الكرمل، بيت الكاتب في عسفيا، النادي الثقافي في طمرة، رابطة الادب في الطيبة، وعدد كبير من المدارس والمراكز الثقافية في راهط، أم الفحم، اللقية، كفرمندا، اللد، جسر الزرقاء، كفرمندا، باقة الغربية، يافة الناصرة، الناصرة، نحف، عكا، سخنين، كفر قاسم، عيلوط، وغيرها.
بادر باسم «منشورات الطلائع» وبالتعاون مع عدد من الهيئات الثقافية (على رأسها اتحاد الكتاب الفلسطينيين في رام الله ورابطة الكتاب الفلسطينيين في الناصرة) لتنظيم أول مهرجان للشعر الفلسطيني عام 2000. وقد عقد المهرجان في كفرمندا تحت رعاية (اللجنة القطرية للسلطات المحلية في إسرائيل) وهي برلمان الفلسطينيين في الداخل، وشارك فيه عدد كبير من الشعراء من 51 بلدة فلسطينية، بالإضافة إلى ممثلي كافة الفعاليات السياسية في البلاد.
وقد عقد مهرجان الشعر الفلسطيني الثاني في مدينة طمرة، وعقد المهرجان الثالث في مدينة الناصرة، وكانت المشاركة فيهما واسعة جدا، شملت حضور ممثلي وزارة الثقافة الفلسطينية واتحادات الكتاب والهيئات الثقافية.
فازت مسرحيته «الإنسان» عام 2000 بالجائزة الثانية لمسابقة النصوص المسرحية لمسرح «الميدان». وهي تتحدث عن حياة الكاتب الفلسطيني الكبير خليل السكاكيني.
فاز عام2004 بالجائزة الأولى للقصة من كلية التربية واعداد المعلمين في بيت بيرل.
تقاعد عن العمل عام 2003 لأسباب صحية. وتوقف نشاط منتدى الطلائع الثقافي. وهو ينشط منذ ذلك الحين في عدد من المنتديات والمواقع.
كتب عنه عدد كبير من النقاد والكتاب منهم: د. عزت الغزاوي ـ رئيس اتحاد الكتاب الفلسطينيين، د. حنا أبو حنا ـ رئيس نقابة الكتاب، د. حبيب بولس، د. زياد محبك ـ جامعة حلب، د. احمد زنيبر ـ جامعة الرباط، طلعت سقيرق، فيصل قرقطي، محمد حمد، غسان الحاج يحيى، سهيل عيساوي، صالح أحمد، فضل الريماوي، علي الخليلي، د. نديم حسين، محمود الصح، فوزي الديماسي، يونس عطاري، قنديل سلامات، عزيز بومهدي وغيرهم.

## كتبه
- «من الوطن مع خالص الحب» ـ مجموعة شعرية صدرت عام 1980.
- «أنت الحقيقة اين الفرح» ـ مجموعة شعرية صدرت عام 1985.
- «قصائد مكسرة» ـ مجموعة شعرية صدرت عام 1988.
- «قال البحار المدهش» ـ مجموعة شعرية صدرت عام 1996.
- «الله والناس» ـمجموعة قصصية صدرت عام 1999.
- «كتاب الاشياء والأسماء» مجموعة شعرية صدرت عام 2001.

بالإضافة لذلك له 3 كتب مخطوطة ينوي اصدارها في الإنترنت هي: «محمد وأبو محمد وشهاب الدين» وهو مجموعة قصصية. «موتا سوف تموت ايها النهر» وهو مجموعة شعرية. و«مواقف» وهو كتاب يحتوي مجموعة من المقالات والمتابعات نشرها أثناء عمله الصحفي.